# Южен Дарфур
Южен Дарфур (на арабски: ولاية جنوب دارفور) е провинция на Судан. Населението ѝ е 3 765 800 души (по проекция от юли 2018 г.), а площта 72 000 км². Намира се в западната част на страната в часова зона UTC+3.